# Yazoo
För andra betydelser, se Yazoo (olika betydelser).
Yazoo (i USA kända under namnet Yaz) var ett brittiskt syntpopband som bildades 1981 i England av den avhoppade Depeche Mode-medlemmen Vince Clarke och sångerskan Alison Moyet. Deras första singel var "Only You" som blev en stor hit och följdes upp av den numera klassiska "Don't Go".

## Historia
Vince Clarke hade varit med och grundat Depeche Mode, men lämnade det bandet strax efter att debutalbumet hade släppts 1981. I december samma år bildade han Yazoo tillsammans med sångerskan Alison Moyet. Clarke letade efter en sångare efter att ha skrivit låten "Only You" och fann Moyet via en annons i Melody Maker, båda var dock redan bekanta med varandra sedan tidigare sedan uppväxten i Basildon. Som Yazoo släppte de 1982 "Only You" som singel vilken blev en stor framgång, liksom uppföljaren "Don't Go" och albumet Upstairs at Eric's. Clarke och Moyet kände dock inte varandra så väl utanför det musikaliska samarbetet vilket ledde till motsättningar.
Gruppen splittrades innan deras andra album kommit ut, trots att det sålt guld i England på endast förhandsbeställningar. Clarke ville inte fortsätta samarbetet och albumet You and Me Both spelades in genom att duon arbetade var för sig i studion.  Efter Yazoo bildade Clarke först The Assembly (med Yazoo's studiotekniker och medproducent Eric Radcliffe och sångaren från The Undertones Feargal Sharkey), och sedan en annan synthpopduo, Erasure, tillsammans med sångaren Andy Bell.  Eric Radcliffe är Eric i titeln till Yazoo's debut-LP ovan.
Yazoo återförenades 2008 med anledning av gruppens 25-årsjubileum, och höll ett antal konserter runtomkring i Europa under sommaren 2008.
Yazoo har influerat en rad band, bland andra LCD Soundsystem, Shiny Toy Guns och Blaqk Audio.

## Diskografi

### Studioalbum
- 1982 – Upstairs at Eric's
- 1983 – You and Me Both

### Livealbum
- 2010 – Reconnected Live (CD)
- 2019 – Reconnected Live (LP återutgåva)

### Samlingsalbum
- 1999 – Only Yazoo
- 2008 – In Your Room (boxset)
- 2012 – The Collection
- 2018 – Three Pieces – A 3 CD Boxset
- 2018 – Four Pieces – A Yazoo Compendium 4-Vinyl Boxset

### EP
- 2008 – Nobody's Diary
- 2008 – Reconnected

### Singlar
- 1982 – "Only You" (UK #2)
- 1982 – "Don't Go" (UK #3, US Dance #1)
- 1982 – "Situation" (endast USA och Canada)
- 1982 – "The Other Side of Love" (US Dance #1)
- 1983 – "Nobody's Diary" (UK #13, US Dance #1)
- 1983 – "Walk Away From Love" (endast Spanien och Japan)
- 1990 – "Situation '90" (UK #14, US Dance #46)
- 1999 – "Only You '99" (UK #38, US Dance #16)
- 1999 – "Situation '99" (UK Dance #1)
- 1999 – "Don't Go '99" (UK Dance #16)
- 2018 – "Situation – François Kevorkian Remixes"